# Бурлит
Бурли́т — село в Пожарском районе Приморского края. Входит в состав Федосьевского сельского поселения.

## География
Село Бурлит стоит на реке Бурлитовка (левый приток Бикина), до её устья около 4 км.
Село Бурлит находится на автотрассе «Уссури» в 13 километрах к северу от административного центра — посёлка Лучегорск. Село Федосьевка находится южнее в 2 км. Расстояние от села Бурлит до административной границы с Хабаровским краем около 15 км.
На восток от села Бурлит идёт дорога к селу Верхний Перевал.

## Население
| 2002 | 2005 | 2010 |
| ---- | ---- | ---- |
| 245  | ↘224 | ↘223 |

## Улицы
| - ул. Вокзальная, - ул. Волочаевская, - ул. Зелёный хутор, | - ул. Лазо, - ул. Луговая, - ул. Набережная, | - ул. Новая, - ул. Октябрьская, - ул. Чапаева. |

## Инфраструктура
Станция Бурлит-Волочаевский Дальневосточной железной дороги.